# Deep Evil
Deep Evil è un film del 2004 diretto da Pat Williams.

## Trama
In un laboratorio di ricerche sulla guerra batteriologica in Alaska, alcuni scienziati riescono a clonare un virus alieno trovato in un meteorite. Questo virus riesce a prendere il controllo del laboratorio, così viene inviata sul posto una squadra composta da membri dell'esercito Americano specializzati ognuno in un diverso settore. Quando giungono lì non c'è traccia di vita, solamente la minaccia di una mutazione del virus alieno venuto a contatto con l'acqua e si intuisce che l'unico modo per fermare il propagarsi del virus è lanciare una bomba a neutroni. Molti membri della squadra, all'interno del laboratorio, vengono attaccati dal virus e perdono la vita. Alla fine riescono a far partire il conto alla rovescia della bomba e a sconfiggere la minaccia. Uno dei membri della squadra creduto morto che invece è stato contagiato dal virus, ma che per lui non è stato fatale, raggiungerà la Casa Bianca.